# Bravo Two Zero – Hinter feindlichen Linien
Bravo Two Zero – Hinter feindlichen Linien (Bravo Two Zero) ist ein südafrikanisch-britischer Kriegsfilm aus dem Jahr 1999, das auf den Erinnerungen von Andy McNab basiert. Regie führte Tom Clegg, das Drehbuch schrieb Troy Kennedy-Martin.

## Handlung
Eine von Andy McNab befehligte, acht Soldaten starke Teileinheit des SAS wird im Zweiten Golfkrieg hinter der Frontlinie eingesetzt. Sie soll die Abschussrampen der Scud-Raketen zerstören wie auch die Nachschublinien des Gegners beeinträchtigen. Die Operation trägt den Decknamen Bravo Two Zero.
Die Funkgeräte der Einheit sind nicht zu gebrauchen, schallgedämpfte Handfeuerwaffen und weitere Spezialausrüstung bereits durch andere Teileinheiten im Einsatz und damit nicht mehr verfügbar. Durch einen einheimischen Ziegenjungen wird die Teileinheit aufgeklärt und von zahlenmäßig überlegenen irakischen Kräften umzingelt. Die Soldaten versuchen, die 170 km entfernte Grenze zu Syrien zu erreichen. Ein Soldat kommt in einem Sturm vom Trupp ab und schlägt sich nach Syrien durch. Die anderen Soldaten nutzen ein Taxi und fahren in einen Checkpoint der Armee. Zwei Soldaten sterben in einem Feuergefecht oder durch Unterkühlung bei der weiteren Flucht, der Rest wird gefangen genommen und gefoltert. Nach Kriegshandlungen kehren fünf Soldaten in die Heimat zurück.

## Kritiken
Steve Rhodes schrieb in seiner auf Rotten Tomatoes gespeicherten Kritik, dass eine großartige Geschichte von einem mittelmäßigen Film erzählt werde. Es sei schade, dass diese tapferen Soldaten nicht den Film bekommen hätten, den sie verdient hätten.

## Hintergrund
Der Film wurde in Upington (Südafrika) gedreht. Seine Produktionskosten betrugen schätzungsweise 6,5 Millionen US-Dollar.